# John Playfair
John Playfair   (Dundee, 10 de març de 1748 - Burntisland, 20 de juliol de 1819) fou un científic escocès del segle xviii, germà de William Playfair.

## Vida
Era el fill gran del reverend James Playfair, rector de la localitat de Benvie i els seus germans més petits van ser els futurs economista William Playfair i arquitecte James Playfair.
El 1762, amb catorze anys, va ingressar a la universitat de St Andrews amb la intenció de convertir-se en reverend, però també es va interessar per les matemàtiques i va prendre classes de física. El 1766, amb només divuit anys, es va presentar a l'oposició de la càtedra de matemàtiques del Marischal College (Universitat d'Aberdeen) que va ser guanyada per William Trail.
El 1769 es va graduar a St Andrews i, a partir d'aquesta data i fins a la mort del seu pare (1772), va restar la major part del temps a Edimburg, mentre continuava provant d'obtenir alguna plaça acadèmica sense èxit. A la mort del seu pare va ser nomenat rector de la seva parròquia, càrrec que va mantenir fins al 1782. Tot i així, no va abandonar els seus estudis científics i, fins i tot, el 1774 va participar amb Nevil Maskelyne en l'experiment de Schiehallion. A partir d'aleshores els va unir una forta amistat. També va continuar publicant alguns articles als Philosophical Transactions de la Royal Society.

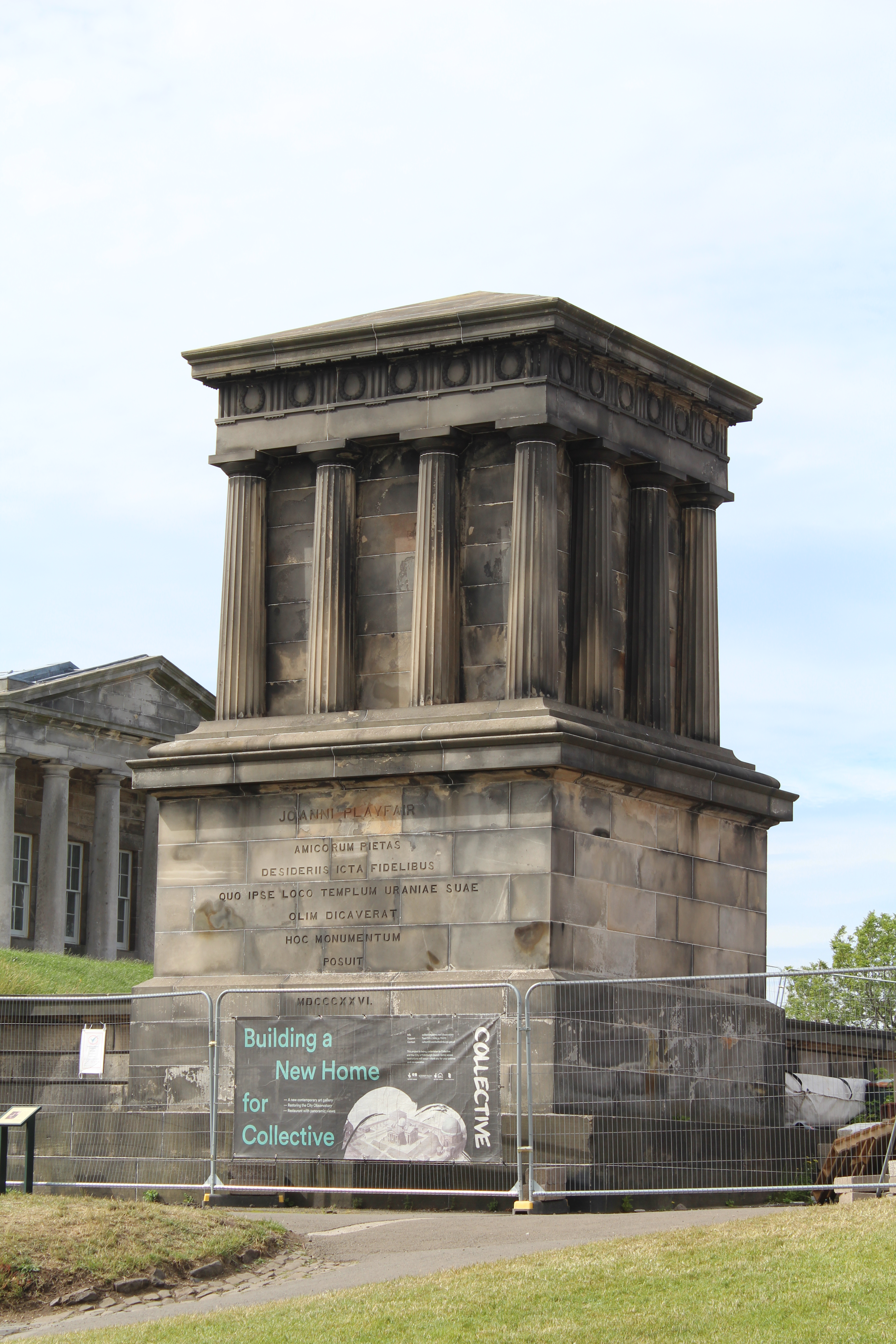
Monument a John Playfair a Calton Hill, (Edimburg).

El 1782 va abandonar el ministeri per a convertir-se en el tutor dels fills de la rica família Ferguson de Raith.
Finalment, el 1785, va obtenir una plaça de professor adjunt de matemàtiques a la universitat d'Edimburg, on va establir una sòlida reputació de bon professor, expositor clar i senzill i hàbil físic. El 1805 va esdevenir professor titular de Física (Filosofia Natural) a la mateixa universitat.
A partir de la mort del seu amic James Hutton el 1797, es va convertir en un ferm defensor de les teories geològiques d'aquest, procedint a un estudi sistemàtic de la seva obra de 1795, Teoria de la Terra.
Va ser nomenat fellow de la Royal Society el 1807 i de la Royal Society of Edinburgh el 1783. L'any 1966 va donar nom a la playfairita, un mineral de la classe dels sulfurs.

## Obra
Les primeres obres de Playfair són de matemàtiques:
- On the Arithmetic of impossible quantities (1779) on defensa la utilització dels nombres complexos argumentant que l'analogia geomètrica entre el cercle i l'esfera permet el ús dels imaginaris en les expressions de les seves funcions circulars del sinus i el cosinus (idea probablement derivada de la trigonometria de Lambert).[7]
- Elements of Geometry (1795), una posada al dia del sis primers llibres dels Elements d'Euclides, utilitzant notació algebraica moderna i on exposa l'axioma de les paral·leles conegut avui com a axioma de Playfair (tot i que el seu enunciat es pot rastrejar fins a l'antiguitat, essent Procle, potser, el primer a enunciar-lo).[2]

Però les obres per les que és més conegut són les seves obres de Filosofia Natural (Física):
- Outlines of Natural Philosophy (2 vols. 1812-1814) que són les seves classes de Física a la universitat d'Edimburg.
- Illustration on the Huttonian Theory of the Earth (1802), en defensa de les teories actualistes i en el que va estar treballant fins a la seva mort en una segona edició que mai va arribar a ser publicada.[8]